# Iclod (okręg Kluż)
Iclod – wieś w Rumunii, w okręgu Kluż, w gminie Iclod. W 2011 roku liczyła 1847 mieszkańców.